# Kaltenherberg (Schwarzwald)

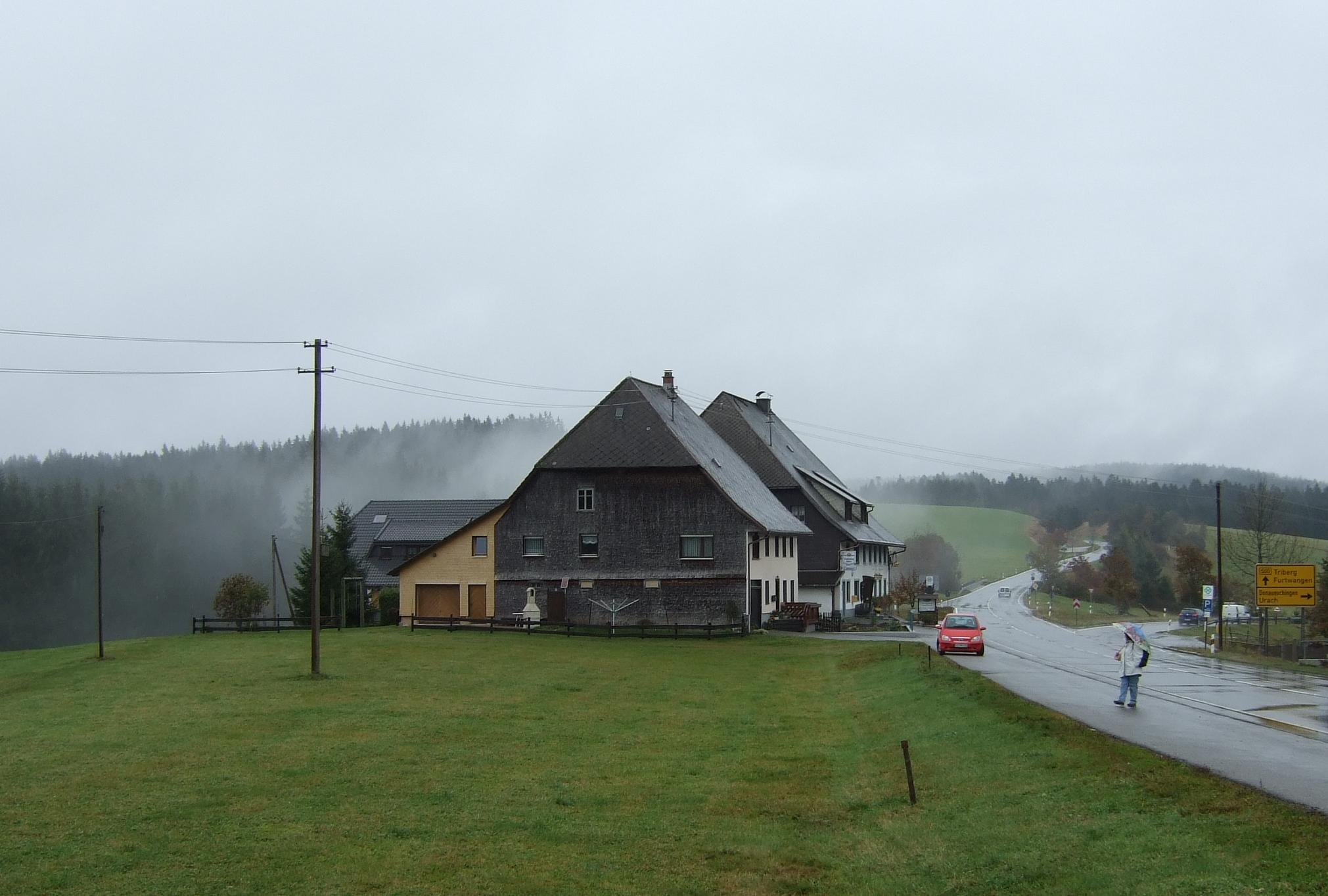
Kalte Herberge von Südwesten

Kaltenherberg ist ein Weiler im Schwarzwald, der zur Stadt Vöhrenbach gehört. Er liegt direkt an der Schwarzwaldhochstraße (B 500) südlich von Furtwangen in einer Höhe von 1029 m ü. NN im Schwarzwald-Baar-Kreis in Baden-Württemberg. Im Weiler befindet sich das Gasthaus Kalte Herberge.

## Name
In einer Sage wird erzählt, dass im Juni ein Handwerker in einem der Häuser, in dem sich eine Herberge befand, auf der Ofenbank erfroren sei.

## Europäische Wasserscheide
Zwei Gebäude von Kaltenherberg (auch das Gasthaus) stehen genau auf der Europäischen Hauptwasserscheide: Das Regenwasser, das von Südwesten aus gesehen auf die linke Seite der Dächer fällt, fließt über das Hexenloch, die Gutach (Simonswälder Tal), die Elz und den Rhein in die Nordsee. Das Regenwasser, das auf die rechte Seite der Dächer fällt, fließt über das Urachtal, die Breg und die Donau zum Schwarzen Meer.